# ما ایرانیان
ما ایرانیان (زمینه‌کاوی تاریخی و اجتماعی خلقیات ایرانی) نام کتابی از مقصود فراستخواه است که در سال ۱۳۹۴ از نشر نی در ۲۷۸ صفحه منتشر گردید. این کتاب در سال 1399 پس از پنج سال، به نوبت چاپ بیست و پنجم (25) رسید. این اثر، کتاب برتر حوزه علوم اجتماعی (تألیف) در جشنوارهٔ مهرنامه در میان ۷۰ کتاب برگزیده از کتاب‌های سال ۱۳۹۴ به انتخاب داوران و مشاوران علمی مهرنامه شناخته شد.

## دربارهٔ کتاب
آیا خلقیات ما ایرانیان ضعف‌هایی دارد؟ در پاسخ به این سؤال ۹۶ درصد از جامعهٔ آماری متشکل از اعضای هیئت علمی و گروهی از نخبه‌های کشور پاسخ مثبت داده‌اند. آن‌ها مشکل را در ضعف فرهنگ کار جمعی، انتقادپذیری، رودربایستی، عدم شفافیت، خودمحوری، غلبه احساسات بر خردورزی، رواج دروغ و رفتارهای غیرقابل پیش‌بینی برشمرده‌اند. آن‌ها عوامل معرفتی، کاهش سرمایه‌های اجتماعی، ساختار دولت، مناسبات دین و دولت، نوع آموزه‌های دینی، پرحادثه‌بودن تاریخ، مناسبات تولید و ساختار اقتصادی و کشمکش نخبگان را بر خلقیات ایرانی مؤثر دانسته‌اند و برای حل این مشکل آموزش مداوم، برنامه‌های توسعهٔ فرهنگی و اجتماعی، وضع قوانین خوب، تقویت اجتماعات محلی و نهادهای عمومی، ایجاد رفاه و فقرزدایی، توسعهٔ سیاسی و اصلاح نهاد دولت را پیشنهاد داده‌اند. در این کتاب خلقیات ایرانیان، ضعف‌ها و راه‌حل‌های رفع آن با نگاهی علمی مورد واکاوی و مطالعه قرار گرفته‌است.
به‌نظر فراستخواه، خلقیات فقط بخشی از فرهنگ هستند، نه تمام آن: «نمی‌شود فرهنگ را به خلق و خوها، عادات و روحیات فروکاست. … الگوهای آموخته‌ای که یک فرهنگ را تشکیل می‌دهد، عناصر متنوعی دارد، برای مثال عناصر زبانی، عناصر ذهنی، عناصر ارزشی، عناصر احساسی و زیبایی‌شناختی، عناصر رفتاری، عناصر نمادین، عناصر مهارتی و فنی، و در نهایت عناصر نهادی» (ص۱۴ با تخلیص)
آن‌چه در ادامه می‌خوانید، چند سطرِ نخستِ فصلِ هشتمِ کتابِ ما ایرانیان است؛ فصلی که به نتیجه‌گیری از مباحث کتاب پرداخته است:
آسمان ادبیات و فرهنگ ما پر از ستاره‌هایی است که چشمک می‌زنند، پر است از ارزش‌های انسانی و معنوی.
اما زمین ما سنگلاخ، ناامن، پرتعارض و ناهموار است.
در جامعهٔ ما رویای اخلاقی هست. در زیر پوست این جامعه، یک حس اخلاقی هست. میل به فضیلت هست.
اما شرایط بیرونی ما چندان با آن رویاها و حس‌های درونی، هم‌ساز و هم‌داستان نیست.
متن زیست ما و موقعیت‌های جغرافیایی و اجتماعی و سیاسی و مناسبات اقتصادی ما برای فضیلت مساعد نیست.
راستی و انصاف برای ایرانی حقیقتاً بسیار باارزش و خواستنی و ستودنی است. اما میدان بازی، گِل‌آلود است. بازی منصفانه در عمل دشوار می‌شود.
خطری که در این‌جا در کمین ما نشسته است و خطر کوچکی نیست، آن است که به‌طور ضمنی نتیجه بگیریم، ارزش‌های تابناک را فقط باید گذاشت در آسمان‌ها چشمک‌ بزنند. ولی در زمین باید راه را در پیش گرفت و زرنگی کرد و رفاقت‌بازی کرد و تملق کرد و از هر نمدی، کلاهی برای خویش دوخت. دروغ گفت و گلیم خود را از آب بیرون کشید و مابقی قضایای مقتضیه!
اگر بیشتر مردم یک چنین نتیجه‌ای را ولو به شکل ضمنی بگیرند، من اسم این شکست را «شکست اخلاقی» جامعه می‌گذارم.
مرادم شکستِ نهادِ اخلاق است. یعنی باورها و ارزش‌ها و هنجارهایی که در طول تاریخ، مردمان در زیست اجتماعی خود، آثار نیک آن را تجربه کرده‌اند و آزموده‌اند و از ترجیحات کلی آن‌ها، این ارزش‌ها با عملکردهای تکرارشونده نهادینه شده‌اند و اعمال و روابط متقابل اجتماعی مردم را از درون و بدون هزینه‌های پلیس و دادگستری و دولت و بروکراسی و موعظه و مانند آن تنظیم می‌کنند و به صورت گرامر اجتماعی در می‌آیند.
همان‌طور که اقتصاددانان نئوکلاسیک از شکست بازار به معنای آدام اسمیتی کلمه سخن می‌گویند، یا همان‌طور که اینگلهارت از شکست دولت‌های مجری پروژهٔ مدرنیزاسیون در بخشی از جوامع در حال توسعه (از جمله ایران) سخن می‌گوید، اجازه بدهید در چیزی هم به نام شکست اخلاق تأمل کنیم.
و آن وقتی است که گروه‌های اجتماعی به نتیجه برسند اخلاق خوب است و زیباست، اما به درد نمی‌خورد و کارایی ندارد و در عمل نمی‌توان آن را به‌کار بست و چندان نتیجه‌ای گرفت!
این به معنای نابود شدن امید اخلاقی یک جامعه است و به گمان بنده در جامعهٔ ایران چنین اتفاقی دور از تصور نیست.

## نقد
این کتاب در نشست‌های متعددی در دانشگاه‌ها و مراکز علمی و فرهنگی توسط ناقدان و متخصصان موضوع مورد بحث و نقد بررسی قرار گرفته‌است. همچنین در گفتگوهای متعدد، مؤلف کوشیده‌است مباحث کتاب را بیشتر تشریح بکند.
محمدرضا جوادی یگانه معتقد است، آقای دکتر فراستخواه یکی از معدود افرادی هستند که دارند به‌صورت جدی در حوزه خلقیات ایرانیان کار می‌کنند. همان‌طور که ایشان می‌گویند، این به نظر ما یک مسئله است و تفنن نیست. مهندس بازرگان به نظر من یکی از جدی‌ترین کارها را در این مجموعه کرد و «ما ایرانیان» ادامه کاری است که بازرگان در «سازگاری ایرانی» انجام دادند… دکتر فراستخواه در ابتدای کتاب ذکر کرده‌اند که هم از ذات‌گرایی پرهیز می‌کنند و هم از تقلیل‌گرایی؛ ولی درست می‌فرمایید که لازمه یک کار کلی در این فضا چنین چیزی است. من تمایز میان اقوام را می‌پذیرم ولی به نظر من، به تعبیری که شیلز می‌گوید، ما یک «ابرفرهنگ» هم داریم که جایی ما و اقوام ایرانی و حتی مذاهب درون ایران را شبیه هم می‌کند…
دکتر محسن خلیلی معتقد است، برای تبدیل پروسه تغییر به یک پروژه، این کتاب می‌تواند مبنای یک کار عملیاتی قرار گیرد. وانگهی، طرح مسئله نویسنده هم فوق‌العاده است و مبنا و چهارچوب نظری بی‌نظیری دارد و از پیشینه پژوهشی بسیار خوبی بهره‌مند است، چندان که نتوانستم حتی یک اثر را به عنوان منابع این کتاب بدان بیفزایم، جز کتاب «در اسارت فرهنگ» که آن هم پس از این کتاب انتشار یافته‌است. دکتر خلیلی با اشاره به فهرستی که نویسنده از عیب‌های جامعه ایران ارائه داده‌است، خاطر نشان کرد که این سیاهه قدری عامیانه است و خواننده با نگاه به آن احساس شرم و نومیدی می‌کند و به این نتیجه می‌رسد که ما قابل تغییر نیستیم. دکتر خلیلی در پایان سخن خود با اشاره بی‌همتایی کتاب، یادآور شد که همین بی‌مثالی، انتظار ما را از آن بالا می‌برد.

## محتوا
فصلی از کتاب ما ایرانیان دربارهٔ نظریه «مم‌ها» بحث می‌کند: مم‌ها ذخایر الگویی ما هستند که کپی می‌شوند، ترجمه می‌شوند، به‌هنجار تبدیل می‌شوند و خود را تکرار می‌کنند. ماهیت مم مانند ژن، اطلاعاتی است. مم‌ها هستی‌هایی هستند که موجودیت‌شان اطلاعاتی است و حاوی اطلاعات هستند. هنجارها و رفتارهای معمول در یک فرهنگ بر اساس این اطلاعات شکل می‌گیرد.